# ルカ・トリボンドー
ルカ・トリボンドー（Luca Tribondeau、1996年8月3日 - ）は、オーストリアカリンティア出身のフリースキーヤー。2013年のFIS Junior World Championshipsではスロープスタイル種目で3位。Winter X Gamesのビッグエアー種目では2014年に4位。ソチオリンピックではオーストリア代表としてスロープスタイル種目に出場し14位の成績を残している。

## 生い立ち
3歳の時にスキーを始める。2年後にスキーレーシングの練習を始める。12歳の時に兄の影響からフリースキーを始める。

## 戦歴
2015年に地元オーストリアで開催されたヨーロッパ・カップではスロープスタイル種目で1位に輝いた。

## スポンサー
- Eat the Ball
- MINI
- Colmar
- POC
- Leki
- CAPO
- AbsolutPark
- BlueTomato
- Douchebags
- Davosa
- Tyrolia
- Black Crows